# Dana Vespoli
Dana Vespoli, pseudonimo di Christa Walker (Hanover, 22 settembre 1972), è un'attrice pornografica e regista statunitense.

## Biografia
Christa Walker è nata nel New Hampshire, ma ha trascorso l'infanzia in Oregon. Suo padre era originario della Thailandia mentre la madre era una statunitense di origini scozzesi-irlandesi. Ha frequentato il Mills College diplomandosi in letteratura comparata; sempre all'università era il capitano della squadra femminile di canottaggio e da questa passione prese poi spunto per il suo nome d'arte ("Vespoli" è una nota marca di barche da canottaggio).

## Carriera
Nel 1996 iniziò a lavorare come spogliarellista utilizzando lo pseudonimo "Christa" presso il celebre Mitchell Brothers O'Farrell Theatre di San Francisco per poi entrare nel mondo della pornografia nel 2003 debuttando nella serie Dirty Debutantes di Ed Powers; nel gennaio 2006 ha diretto il suo primo film mentre dall'aprile dello stesso anno ha iniziato a lavorare come regista per Digital Sin, principalmente in scene lesbo. Da allora, è diventata più famosa per il suo lavoro come regista piuttosto che quello da interprete. Nel 2011 la rivista Complex l'ha inserita come tredicesima nella classifica delle 50 pornostar asiatiche più famose di tutti i tempi.
Nel 2013 ha ottenuto il suo primo XBIZ come regista e due anni più tardi anche l'AVN, questa volta come attrice. Ha diversi tatuaggi: la scritta "SAUDADE" sul braccio destro contornato da rose, dei paragrafi di testo sul bicipite destro, un drago sul braccio destro coon scritto "DUENDE", la scritta "FIONA HAS WINGS" sull'avambraccio destro, un disegno sopra il pube e la scritta "WILLIAM" sul polso sinistro.
Nel 2016 è stata introdotta nella AVN Hall of Fame. Al 2022 ha girato oltre 590 scene e ne ha dirette 279.

## Vita privata
Dal 2005 al 2012 è stata sposata con il collega Manuel Ferrara, di tre anni più giovane, da cui ha avuto tre figli.

## Riconoscimenti
- AVN Awards
  - 2015 – Best Transsexual Sex Scene per TS, I Love You con Venus Lux[20]
  - 2016 – Hall of Fame- Video Branc[21]
- XBIZ Awards
  - 2013 – Director of the Year - Non - Feature Release per Girl/Boy[22]
  - 2017 XBIZ Award – Best Actress - All-Girl Release per Lefty[23]
  - 2018 – Trans Director of the Year[24]

## Filmografia

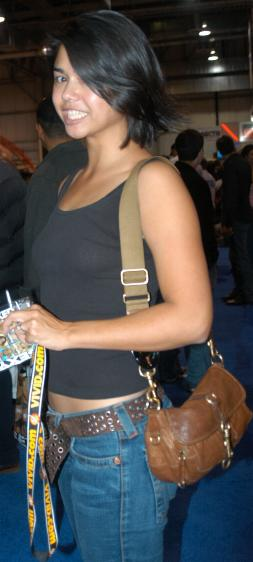
Dana Vespoli nel 2005

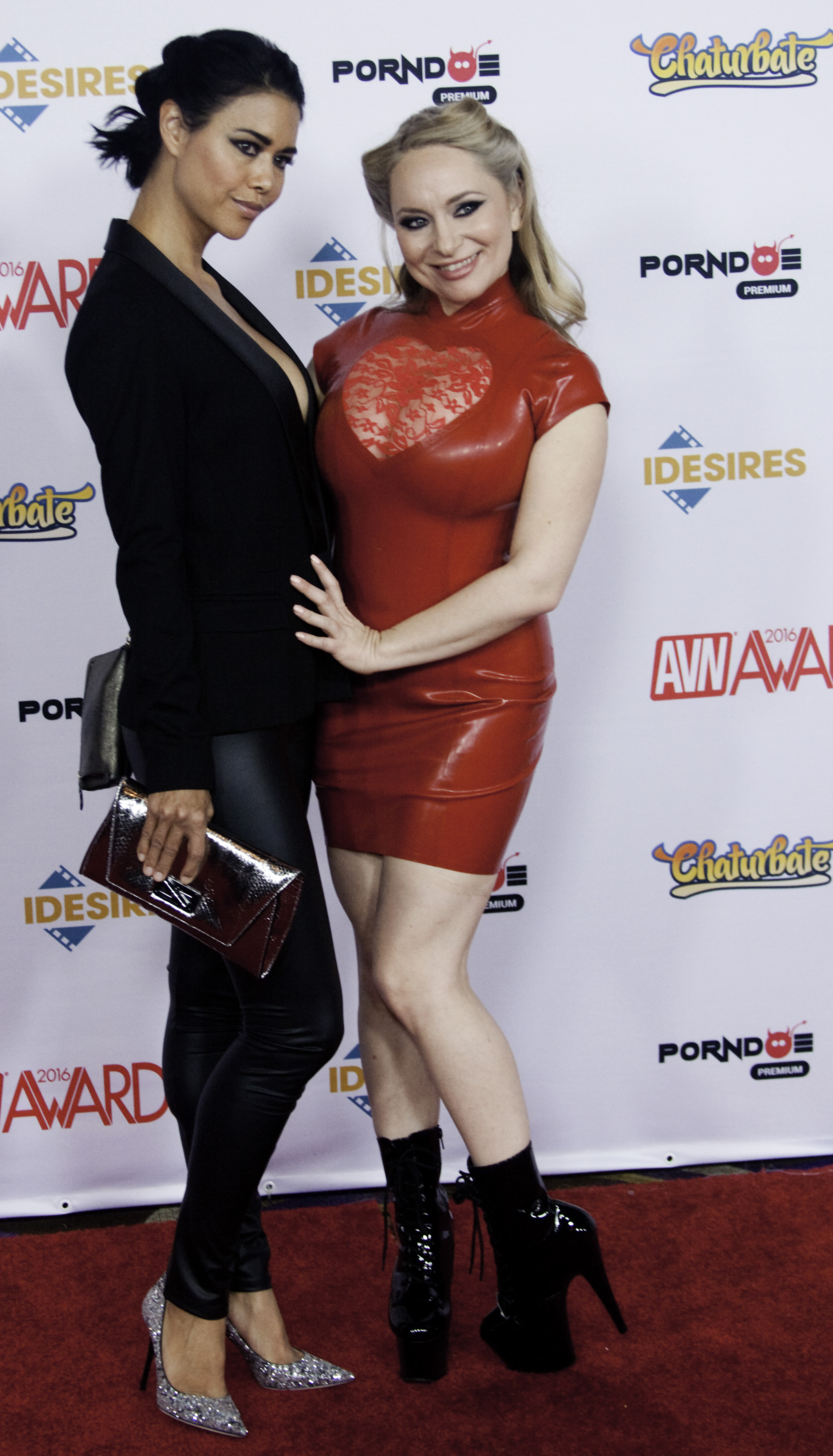
Dana Vespoli e Aiden Starr agli AVN Awards del 2016

### Attrice
- Asian Street Hookers 34 (2003)
- Assficianado 5 (2003)
- Barefoot Confidential 28 (2003)
- Big Butt Brotha Lovers 1 (2003)
- Callgirls Undercover 2 (2003)
- Candy's Cock Show (2003)
- Cockless 26 (2003)
- Crack Her Jack 2 (2003)
- Cum Filled Throats 5 (2003)
- Dayton's Naughty Comeback (2003)
- Deep Inside Sunset Thomas (2003)
- Deep Throat This 15 (2003)
- Erotica XXX 4 (2003)
- Flash Flood 7 (2003)
- Foot Traffic 10 (2003)
- Grand Theft Anal 3 (2003)
- Gutter Mouths 29 (2003)
- Gypsy Woman (2003)
- Hot Showers 15 (2003)
- I Love 'em Natural 1 (2003)
- Jack's Playground 7 (2003)
- Jodie Moore Explains The Universe (2003)
- Lesbian Swirl Fest 1 (2003)
- Lights, Cameron, Action (2003)
- Love And Bullets (2003)
- More Dirty Debutantes 261 (2003)
- More Dirty Debutantes 263 (2003)
- New Wave Latinas 1 (2003)
- No Swallowing Allowed 1 (2003)
- Rapid Fire 7 (2003)
- Reality Teens Gone Crazy 1 (2003)
- Sakura Tales 4 (2003)
- Slutwoman's Revenge (2003)
- Sole Man 1 (2003)
- Sopornos 5 (2003)
- Specs Appeal 16 (2003)
- Teen Power 5 (2003)
- Terminally Blonde (2003)
- There's Something About Jack 30 (2003)
- Tight and Asian 3 (2003)
- Tongue in Cheeks (2003)
- Up And Cummers 121 (2003)
- Where The Girls Sweat 8 (2003)
- Young Latin Girls 7 (2003)
- 2 on 1 17 (2004)
- 3 Pete (2004)
- A2M 4 (2004)
- American Sex (2004)
- Anal Driller 3 (2004)
- Analgeddon 1 (2004)
- Art Of Anal 2 (2004)
- Ass Cream Pies 5 (2004)
- Ass Driven 2 (2004)
- Ass Obsessed 2 (2004)
- Ass Slaves 2 (2004)
- ATM Machine 4 (2004)
- Azz Fest 3 (2004)
- Bangladesh Booty 1 (2004)
- Bikini Blowjobs (2004)
- Blue Angels 1: The Second Coming (2004)
- Blue Angels 2 (2004)
- Chapter X (2004)
- Chica Boom 25 (2004)
- Cream Pie Initiations 1 (2004)
- Cumstains 3 (2004)
- Dawn of the Debutantes 23 (2004)
- Drop Sex 2 (2004)
- Early Entries 3 (2004)
- Erocktavision 2: West Coast Women (2004)
- Evil Vault 1 (2004)
- Fresh New Faces 4 (2004)
- Fresh Porn Babes 4 (2004)
- Fresh Pussy (2004)
- From Her Ass to Her Mouth (2004)
- Fuck My Ass -n- Make Me Cum 1 (2004)
- Gangbang Auditions 13 (2004)
- Girls Night Out In Tijuana (2004)
- Hell Or Bust (2004)
- Intensitivity 1 (2004)
- Interracial Cum Swappers (2004)
- Itty Bitty Titty Runaways (2004)
- Jennifer Luv AKA Filthy Whore (2004)
- Latin Booty Talk 1 (2004)
- Legal Tender 2 (2004)
- Lessons In Lust 4 (2004)
- Lethal Injections 1 (2004)
- Liquid Gold 9 (2004)
- Lusting Teens (2004)
- Me Luv U Long Time 6 (2004)
- Oral Sensations 9 (2004)
- Passion Of The Ass 1 (2004)
- Private Xtreme 14: Anal Love Stories (2004)
- Room for Rent (2004)
- Scene Study (2004)
- Service Animals 16 (2004)
- Sinful Asians 3 (2004)
- Sole Man (2004)
- Sweet Cheeks 5 (2004)
- Tough Love 2 (2004)
- Ultimate Asses 3 (2004)
- Woman's World (2004)
- Anal Xcess 2 (2005)
- Belladonna: Fetish Fanatic 2 (2005)
- Blow Me 2 (2005)
- Blow Me Sandwich 8 (2005)
- Butt Licking Anal Whores 1 (2005)
- Chulitas Frescas (2005)
- Dani Woodward and Friends (2005)
- Erocktavision 5: Girls Night In (2005)
- Frank Wank POV 6 (2005)
- Gag on This 1 (2005)
- Honey We Blew Up Your Pussy 7 (2005)
- Hottest Bitches In Porn (2005)
- Hustler XXX 29 (2005)
- Latin Hellcats 1 (2005)
- Les' Be Friends (2005)
- Peter North's POV 10 (2005)
- Real Life Whores 1 (2005)
- Rogue Adventures 27 (2005)
- Stone Cold 2 (2005)
- Voyeur 30 (2005)
- 18 and Fresh 4 (2006)
- A List 1 (2006)
- Asians 3 (2006)
- Ass Breeder 3 (2006)
- Assploitations 6 (2006)
- Asstravaganza 2 (2006)
- Big Ass Party 2 (2006)
- Big Cocks In Her Little Box 2 (2006)
- Black Vice (2006)
- Blow Me 6 (2006)
- Blow Pop 1 (2006)
- Bomb Ass White Booty 5 (2006)
- Brazilian Letters (2006)
- Bring Your A Game 1 (2006)
- Cock Starved 1 (2006)
- Cock Starved 2 (2006)
- Cock Starved 3 (2006)
- Crush: Lipstick Lovers (2006)
- Desperate Mothers and Wives 4 (2006)
- Dirt Bags 1 (2006)
- Dirty Little Stories 1 (2006)
- Filth And Fury 1 (2006)
- Fuckey Fuckey My Asian Ass (2006)
- Fucking Hostile 1 (2006)
- Hellcats 10 (2006)
- I Can't Believe I Took The Whole Thing 5 (2006)
- I Love Naomi (2006)
- I Love Rita (2006)
- Love Between The Cheeks (2006)
- Motorcross DP (2006)
- Naked and Famous (2006)
- Pink Ink (2006)
- Romantic Rectal Reaming 1 (2006)
- Sack Lunch 2 (2006)
- Sex On The Beach (2006)
- Shut Up And Fuck My A Hole (2006)
- Squirt on My Black Cock 2 (2006)
- Suck It Dry 2 (2006)
- Trantastic (2006)
- Watch Me Cum 2 (2006)
- Wet Dreams Cum True 5 (2006)
- What An Ass 2 (2006)
- White Girlz 1 (2006)
- White Guy's POV 3 (2006)
- X-Cheerleaders Gone Fuckin' Nuts 2 (2006)
- All Star Party Poopers (2007)
- Booty I Like 4 (2007)
- Climactic Tales (2007)
- Face Sprayers 2 (2007)
- Fantasy All Stars 4 (2007)
- Manuel Ferrara Fucks Them All (2007)
- Sinners 1 (2007)
- Starlet Hardcore 2 (2007)
- Swallowing Anal Whores 3 (2007)
- X Cuts: Tight Sexy Butts (2007)
- Anal Bandits 5 (2008)
- Ass Traffic (2008)
- Butt Buffet 3 (2008)
- Erocktavision 8: Toys Over Boys (2008)
- I Love Big Butts (2008)
- I Love Penny (2008)
- Interracial Booty Patrol 5 (2008)
- Latina Mommasitas (2008)
- Load Warriors 1 (2008)
- My First Big Cock (2008)
- She's Cumming 2 (2008)
- Slut Angels 2 (2008)
- Asian Stravaganza 2 (2009)
- Big Ass She Male All Stars 6: Girls With She Males (2009)
- Blown Away 2 (2009)
- Hot Anal Imports (2009)
- Poke Me Big Daddy 2 (2009)
- She Male Penetrations (2009)
- Notorious S.L.U.T. (2010)
- Power Munch 4 (2010)
- Power Munch 5 (2010)
- Riot Grrrls 2 (2010)
- Sweet Nasty Pleasures 3 (2010)
- What's Up Your Ass (2010)
- Celeste Star's The Teen Hunter (2011)
- Itty Bitty Titty Committee 5 - The Porn Parody (2011)
- Lesbian Ass Worship 1 (II) (2011)
- Lesbian Boob Worship (2011)
- North Pole 80 (2011)
- Asian Anal Addiction (2012)
- Asian Fuck Faces 2 (2012)
- Cum Fart Cocktails 9 (2012)
- Dana Vespoli is Back (2012)
- Girl Eat Girl (2012)
- Her Lover's Son (2012)
- Hitchhiking Lesbians 1 (2012)
- Lesbian Adventures: Strap-On Specialists 5 (2012)
- Lesbian Adventures: Wet Panties Trib 3 (2012)
- Lesbian Analingus 1 (2012)
- Lesbian Ass Worship 2 (2012)
- Lesbian Guidance Counselor (2012)
- Lesbian Hitchhiker 5 (2012)
- Lesbian Masseuse 1 (2012)
- Lesbian Masseuse 2 (2012)
- Lesbian Office Seductions 7 (2012)
- Lesbian Truth or Dare 7 (2012)
- Lesbians Love Strap-Ons 1 (2012)
- Lesbians Love Strap-Ons: The Housemother (2012)
- Love Hurts 1 (2012)
- Love Hurts 2 (2012)
- Massive Oil Asses (2012)
- MILF's Tale 3 (2012)
- My Daughter's Boyfriend 7 (2012)
- Sinn Sage's A-Cup Lesbians (2012)
- Slammin' Girls (2012)
- Slutty and Sluttier 17 (2012)
- Strap On Desires (2012)
- Descent (2013)
- Evil Anal 17 (2013)
- Evil Anal 19 (2013)
- Fluid (2013)
- Forsaken (2013)
- Girls Kissing Girls 12 (2013)
- Hot Body Ink (2013)
- Lesbian Anal POV (2013)
- Lesbian Anal POV 2 (2013)
- Lesbian Anal POV 3 (2013)
- Lesbian Analingus 2 (2013)
- Lesbian Babysitters 9 (2013)
- Lesbian Beauties 9: Asian Beauties (2013)
- Lesbian Doms and Subs 2 (2013)
- Lesbian Slumber Party 3: Girls Volleyball Team (2013)
- Mothers And Sons 2 (2013)
- My Girlfriend's Mother 4 (2013)
- My Naughty Massage 3 (2013)
- She's Come Undone (2013)
- Mom's Black Fucking Diary 3 (2014)
- Lesbian Anal P.O.V. 4: MILF Edition (2014)
- Lesbians in Charge 3 (2014)
- Mother Lovers Society 10 (2014)
- Lesbian Pussy Worship (2014)
- Lesbian Adventures: Older Women, Younger Girls 4 (2014)
- TS, I Love You (2014)
- Moms Who Like to Suck 2 (2014)
- Lesbian Analingus 4 (2014)
- DP My Wife with Me 4 (2014)
- MILF Gape 3 (2014)
- Lesbian Babysitters 11 (2014)
- Lesbian Anal P.O.V. 5 (2014)
- James Deen's Seven Sins: Pride (2014)
- Slutty Girls Love Rocco 7 (2014)
- James Deen's Sex Tapes: Porn Stars (2014)
- Fluid 2 (2014)
- Perfect Slaves 4: American Edition (2014)
- Moms Bang Teens (Serie TV) - episodio: The Tickler (2014)
- Lesbian Adventures: Strap-On Specialists 7 (2014)
- Moms in Control (Serie TV) - episodio: Double the Milfs Double the Fun (2014)
- Forbidden Affairs Volume 3: The Stepdaughter (2014)
- Mother Lovers Society 12 (2014)
- Dana Vespoli's Real Sex Diary (2014)
- My Evil Stepmom Fucked My Ass (2014)
- My Evil Stepson (2015)
- Pornoromance 2 (2015)
- Lesbian Public Sex Fetish 2 (2015)
- Girls Kissing Girls 16 (2015)
- Lesbian Analingus 6 (2015)
- Fluid 3 (2015)
- Lesbian Stepsisters 2 (2015)
- Dana Vespoli's Real Sex Diary 2 (2015)
- Avengers vs X-Men XXX: An Axel Braun Parody (2015)
- Adriana Chechik: The Ultimate Slut (2015)
- My Evil Stepmom Fucked My Ass 3 (2015)
- The Turning: A Lesbian Horror Story (2015)
- Dana Vespoli's Real Sex Diary 3 (2015)
- Lesbian Stepsisters 3 (2015)
- MILF Teen Cum Swap (2015)
- Moms in Control 2 (2015)
- A Mother Daughter Thing 3 (2015)
- Lesbian Babysitters 13 (2015)
- A Thing of Beauty (2015)
- Prison Lesbians Volume 2 (2015)
- My Evil Stepmom Fucked My Ass 2 (2015)
- Prison Lesbians 4 (2016)
- TS Girls in Charge (2016)
- Lesbian Massage (2016)
- Lesbian Stepsisters 5 (2016)
- Everything Butt (Serie TV, 2013-2016)
- Creepy Step Daughter Uses Her Step Mom's Anal Toys for Pleasure (2016)
- Lefty (2016)
- Lesbian Stepmother 2 (2016)
- Girl/Boy 2 (2016)
- Lesbian Analingus 9 (2016)
- My Wife's First Girlfriend (2016)
- Anal Models 2 (2016)
- ScrewberX (2016)
- Lesbian Adventures: Strap-On Specialists 10 (2016)
- Lesbian Stepmother (2016)
- Mother Lovers Society 17 (2017)
- Justice League XXX: An Axel Braun Parody (2017)
- TS Nurses (2017)
- My Step-Mom Seduced Me (2017)
- Lesbian Massage 2 (2017)
- TS Massage 3 (2017)
- Ms. Grey 2: Darker (2017)
- Lesbian Adventures: Strap-On Specialists 11 (2017)
- Girls Kissing Girls 20 (2017)
- MILF Pact (2017)
- Lesbian Stepmother 3 (2017)
- MILF Pact (2017)
- The Candidate (2017)
- Girls Kissing Girls 20 (2017)
- My Dad's TS Girlfriend Volume 2 (2017)
- Lesbian Adventures: Strap-On Specialists 11 (2017)
- Ms. Grey 2: Darker (2017)
- My Step-Mom Seduced Me (2017)
- TS Nurses (2017)
- TS Forbidden Love (2017)
- Confessions of a Sinful Nun (2017)
- Justice League XXX: An Axel Braun Parody (2017)
- Mother Lovers Society 17 (2017)
- Lesbian Massage Volume 3 (2018)
- Covet (2018)
- Lesbian Anal Vol. 3 (2018)
- Teen Temptations 3 (2018)
- Wifey (2018)
- Lesbian Cheer Squad Chronicles (2018)
- TS Confessions: Revenge Is Sweet (2018)
- TS Taboo 3: Cheating with Permission (2018)
- Ministry of Evil (2019)
- MILF Pact 3 (2019)
- Consent (2019)
- Mothers & Sons (2019)
- Dana Vespoli Loves Womxn (2019)
- Exposed (2019)
- Lesbian Stepmother 5 (2019)
- Moms on Moms (Serie TV) - episodio: Mothers' Playdate (2019)
- Lesbian Adventures: Strap-On Specialists 14 (2019)
- Excess (2020)
- Hentai Sex School (2020) - voce
- Gia (2021)
- Hot MILFs Wanted 2 (2023)
- Why Don't You Bring a Friend Over? (2023)
- Transfixed (2023)
- American Stud (2023)
- Pure Taboo (Serie TV) (2023)
- My Fav Doctor (2023)
- Mommy's Boy (2023)
- Lesbian Adventures: Older Women, Younger Girls Volume 18 (2023)
- The Texting Incident (2023)
- Mommy's Girl (2023)

### Regista
- Cock Starved 1 (2006)
- Cock Starved 2 (2006)
- Cock Starved 3 (2006)
- Dirty Little Stories 1 (2006)
- Filth And Fury 1 (2006)
- Filth And Fury 2 (2006)
- Dirty Little Stories 2 (2007)
- Filth And Fury 3 (2007)
- Trouble With Girls (2007)
- Brats N' Braces (2009)
- I Love Lindsey (2009)
- Celeste Star's The Teen Hunter (2011)
- Lesbian Ass Worship 1 (II) (2011)
- Lesbian Boob Worship (2011)
- Allie Haze Loves Girls (2012)
- Cum Fart Cocktails 9 (2012)
- Dana Vespoli is Back (2012)
- Girls Kissing Girls 11 (2012)
- Lesbian Adventures: Older Women Younger Girls 2 (2012)
- Lesbian Adventures: Strap-On Specialists 5 (2012)
- Lesbian Adventures: Wet Panties Trib 3 (2012)
- Lesbian Analingus 1 (2012)
- Lesbian Ass Worship 2 (2012)
- Lesbian Babysitters 8 (2012)
- Lesbian Beauties 8: Interracial (2012)
- Lesbian Hitchhiker 5 (2012)
- Lesbian Truth or Dare 8 (2012)
- Love Hurts 1 (2012)
- Love Hurts 2 (2012)
- Slammin' Girls (2012)
- Descent (2013)
- Fluid (2013)
- Forsaken (2013)
- Girls Kissing Girls 12 (2013)
- Lesbian Anal POV (2013)
- Lesbian Anal POV 2 (2013)
- Lesbian Anal POV 3 (2013)
- Lesbian Analingus 2 (2013)
- Lesbian Babysitters 9 (2013)
- Lesbian Beauties 9: Asian Beauties (2013)
- Lesbian Office Seductions 8 (2013)
- Lesbians in Charge 2 (2013)
- She's Come Undone (2013)
- My Evil Stepmom Fucked My Ass (2014)
- Prison Lesbians (2014)
- Dana Vespoli's Real Sex Diary (2014)
- Mother Lovers Society 12 (2014)
- Lesbian Public Sex Fetish (2014)
- Lesbian Adventures: Strap-On Specialists 7 (2014)
- Lesbian Stepsisters (2014)
- Lesbian Analingus 5 (2014)
- Fluid 2 (2014)
- Remy Loves Girls (2014)
- Lesbian Beauties 12: Interracial (2014)
- Lesbian Adventures: Wet Panties Trib 6 (2014)
- Lesbian Extreme (2014)
- Tombois 3 (2014)
- Lesbian Adventures: Older Women, Younger Girls 5 (2014)
- Lesbian Anal P.O.V. 5 (2014)
- Lesbian Babysitters 11 (2014)
- Lesbian Adventures: Strap-On Specialists 6 (2014)
- Girls Kissing Girls 14 (2014)
- Hollywood Babylon (2014)
- Lesbian Analingus 4 (2014)
- Lexi Belle Loves Girls (2014)
- TS, I Love You (2014)
- Lesbian Beauties 11: All Black Beauties (2014)
- Lesbian Adventures: Older Women, Younger Girls 4 (2014)
- Lesbian Pussy Worship (2014)
- Mother Lovers Society 10 (2014)
- Lesbians in Charge 3 (2014)
- Lesbian Adventures: Wet Panties Trib 5 (2014)
- Lesbian Anal P.O.V. 4: MILF Edition (2014)
- Girls Kissing Girls 18 (2015)
- Lesbian Beauties 15: All Black Beauties (2015)
- Dana DeArmond Loves Girls (2015)
- Lesbian Adventures: Older Women, Younger Girls 8 (2015)
- My Evil Stepmom Fucked My Ass 3 (2015)
- Mother Lovers Society 14 (2015)
- Prison Lesbians 3 (2015)
- Dana Vespoli's Real Sex Diary 3 (2015)
- Lesbian Stepsisters 3 (2015)
- Lesbian Adventures: Strap-On Specialists 9 (2015)
- Lesbian Analingus 7 (2015)
- Girls Kissing Girls 17 (2015)
- Lesbian Adventures: Older Women, Younger Girls 7 (2015)
- Lesbian Beauties 14: Interracial (2015)
- Lesbian Babysitters 13 (2015)
- A Thing of Beauty (2015)
- Prison Lesbians Volume 2 (2015)
- Mia Loves Girls (2015)
- My Evil Stepmom Fucked My Ass 2 (2015)
- Lesbian Adventures: Strap-On Specialists 8 (2015)
- Dana Vespoli's Real Sex Diary 2 (2015)
- Lesbian Stepsisters 2 (2015)
- Lesbian Adventures: Wet Panties Trib 7 (2015)
- Fluid 3 (2015)
- Lesbian Analingus 6 (2015)
- Girls Kissing Girls 16 (2015)
- Lesbian Public Sex Fetish 2 (2015)
- Lesbian Beauties 13: Black & Asian (2015)
- Jessie Loves Girls (2015)
- My Evil Stepson (2015)
- Lesbian Adventures: Older Women, Younger Girls 6 (2015)
- Devious Daddies & Daughters (2015)
- Lesbian Adventures: Older Women, Younger Girls 10 (2016)
- TS Love Stories (2016)
- Brandi Loves Girls (2016)
- Lesbian Analingus 10 (2016)
- Mother Lovers Society 16 (2016)
- Lesbian Beauties 17: Black & Asian (2016)
- Prison Lesbians 4 (2016)
- Authority Figures (2016)
- TS Girls in Charge (2016)
- Shyla Jennings Loves Girls (2016)
- Lesbian Massage (2016)
- Lesbian Stepsisters 5 (2016)
- Lefty (2016)
- Lesbian Strap-On Bosses (2016)
- Lesbian Stepmother 2 (2016)
- Girl/Boy 2 (2016)
- Lesbian Adventures: Older Women, Younger Girls 9 (2016)
- Lesbian Analingus 9 (2016)
- Girls Kissing Girls 19 (2016)
- The Devil Is in the Details (2016)
- Mother Lovers Society 15 (2016)
- Lesbian Beauties 16: Interracial (2016)
- Alexis Texas Loves Girls (2016)
- ScrewberX (2016)
- Lesbian Stepsisters 4 (2016)
- Lesbian Adventures: Strap-On Specialists 10 (2016)
- Lesbian Stepmother (2016)
- Lesbian Analingus 8 (2016)
- TS Taboo: Our Friends & Neighbors (2017)
- Mother Lovers Society 17 (2017)
- Confessions of a Sinful Nun (Mini-Serie TV, co-regista - 5 episodi, 2017)
- Lesbian Adventures: Strap-On Specialists 12 (2017)
- TS Forbidden Love (2017)
- TS Nurses (2017)
- TS Girls Love Them Big (2017)
- Buck Angel Superstar (2017)
- Lesbian Massage 2 (2017)
- TS Massage 3 (2017)
- Prison Lesbians 5 (2017)
- Lesbian Beauties 18: Black & Blonde (2017)
- TS Experience (2017)
- Lesbian Adventures: Strap-On Specialists 11 (2017)
- My Dad's TS Girlfriend Volume 2 (2017)
- Firemen (2017)
- Girls Kissing Girls 20 (2017)
- The Candidate (2017)
- TS Girls on Top 2 (2017)
- Lesbian Stepmother 3 (2017)
- TS Girls in Trouble (2017)
- Mother Lovers Society 17 (2017)
- TS Taboo: Our Friends & Neighbors (2017)
- Coven Wives (2018)
- Covet (2018)
- TS Bosses (2018)
- My TS Stepmom (2018)
- Lesbian Massage Volume 3 (2018)
- Lesbian Advetures: Older Women, Younger Girls 12 (2018)
- Sister Dana (2019)
- Gia (2021)
- TS, I Love You (2023)
- Descent (2023)
- American Stud (2023)
- Dana Vespoli's Extreme Anal (2023)